# Kasteel Gransvelde

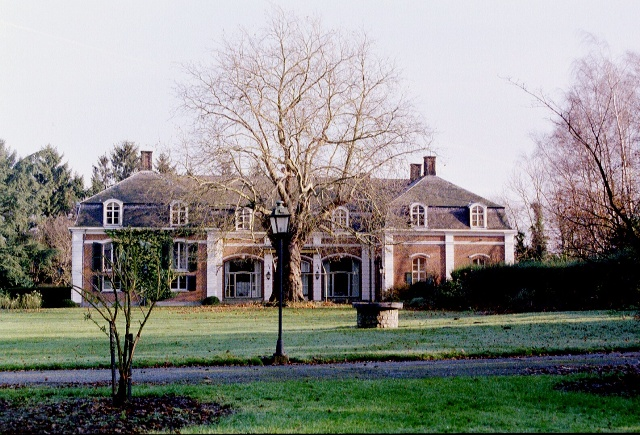
Oranjerie

Het Kasteel Gransvelde is een voormalig kasteel in de Oost-Vlaamse plaats Wetteren, gelegen aan de Parklaan 4.

## Geschiedenis
Hier was sprake van het kasteel De Saele of Achterste kasteel. Dit werd in 1696 voor het eerst vermeld. Het was een omgracht buitenhuis dat in 1763 door jonkheer Philippe Emanuel Michel werd verkocht aan Jean Philippe Vilain XIIII. Omstreeks 1800 werd naar ontwerp van Jean-Baptiste Pisson een nieuw kasteeltje in empirestijl gebouwd in opdracht van Charles Joseph François Vilain XIIII. Na diens dood in 1808 bleef de weduwe, Marie-Charlotte Van de Woestyne, er wonen. Zij liet de oranjerie bouwen en bracht een plantencollectie bij elkaar die na haar dood, in 1828, openbaar werd verkocht.
In 1857 kwam het kasteel aan August Van de Woestyne. Omstreeks 1860 liet deze het kasteel vergroten naar ontwerp van Donatus Raes. Omstreeks 1870 werd een landschapstuin aangelegd naar ontwerp van Louis Fuchs.
Tijdens de Tweede Wereldoorlog werd het kasteel bezet door de Duitsers die het in 1944 verwoestten.

## Domein
Nog aanwezig zijn de voormalige oranjerie, een tuinmanswoning (1861), een koetshuis en een deel van het domein met daarin onder meer een Libanonceder. Een deel van het domein werd echter verkaveld, de Cederdreef. De oranjerie werd omgebouwd tot meergezinswoning.